# Lavoûte-Chilhac

Lavoûte-Chilhac este o comună în departamentul Haute-Loire, Franța. În 2009 avea o populație de 309 de locuitori.